# E3 Prijs Harelbeke 1990
L'E3 Prijs Harelbeke 1990, trentatreesima edizione della corsa, si svolse il 24 marzo su un percorso di 201 km, con partenza ed arrivo a Harelbeke. Fu vinta dal danese Søren Lilholt della squadra Histor-Sigma davanti all'italiano Fabio Roscioli e all'olandese Adrie van der Poel. Per la prima volta nella storia di questa competizione la corsa fu vinta da un ciclista danese, così come per la prima volta nessun ciclista belga salì sul podio.

## Ordine d'arrivo (Top 10)
| Pos. | Corridore               | Squadra              | Tempo    |
| ---- | ----------------------- | -------------------- | -------- |
| 1    | Søren Lilholt           | Histor-Sigma         | 5h01'00" |
| 2    | Fabio Roscioli          | Del Tongo            | a 17"    |
| 3    | Adrie van der Poel      | Weinmann-SMM Uster   | a 21"    |
| 4    | Jelle Nijdam            | Buckler              | s.t.     |
| 5    | Wilfried Peeters        | Histor-Sigma         | s.t.     |
| 6    | Hendrik Redant          | Lotto-Superclub      | s.t.     |
| 7    | Gianluca Bortolami      | Diana-Colnago-Animex | s.t.     |
| 8    | Jean-Marie Wampers      | Panasonic-Sportlife  | s.t.     |
| 9    | Rik Van Slycke          | Histor-Sigma         | s.t.     |
| 10   | Gilbert Duclos-Lassalle | Z                    | s.t.     |